# Mészáros Antónia
Mészáros Antónia (Budapest, 1976. október 25. –) magyar televíziós szerkesztő, műsorvezető.

## Pályája
Édesapja Mészáros Tamás, a 168 Óra című lap munkatársa. Már serdülő korában eldöntötte, hogy újságíró lesz. Diplomáját az ELTE média szakán szerezte. Dolgozott a londoni BBC-nél, ahol elsősorban dokumentumfilmek és politikai háttérműsorok készítésével foglalkozott. A BBC külpolitikai szerkesztőségének végzett munkája során kiküldték Koszovóba, Zimbabwéba is, négy hónapot volt Irakban. A haditudósítók közül egyedül ő jutott be az angol hadsereg sivatagi főhadiszállására. 
Londoni munkájával egyidejűleg a magyar sajtóban is jelentek meg írásai. 2005-ben elnyerte a Minőségi újságírásért díjat. 2006-ban könyvet jelentetett meg Az unió nomádjai címmel, ami az Európai Unióhoz történő csatlakozás után nyugatra vándorolt kelet-európai munkavállalók életével foglalkozik.
2006-ban az MTV-hez került, ahol A szólás szabadsága és a Pulitzer-emlékdíjas Az Este című műsorokat szerkesztette, utóbbiban és a Záróra című produkcióban műsorvezetőként is felbukkant. Az Orbán Viktorral készült 2010. júliusi beszélgetése után egy délutáni csevegőműsorban kapott helyet. 2011 nyarán a köztévétől többek között őt is elbocsátották. Ezután az ATV-nél kapott állást, A Szabad szemmel című vasárnap esti, majd péntek esti, valamint a Start című reggeli közéleti háttérműsort vezette. 
2017. július 10-én az Egyenes beszéd című adás végén jelentette be, hogy otthagyja az ATV-t, és a médián kívül folytatja pályafutását az UNICEF magyarországi ügyvezető igazgatójaként.